# Ahmed Fathy
Ahmed Fathi Abdelmonem Ahmed Ibrahim (Banha, Caliubia, 10 de noviembre de 1984) es un exfutbolista egipcio que jugaba como centrocampista. Jugó la mayor parte de su carrera en el Al-Ahly, donde permaneció durante 10 temporadas y media, desde 2008 hasta 2020. Estuvo en la Tragedia de Puerto Saíd. Su último equipo fue el Pyramids F. C.

## Selección nacional
Fue internacional con la selección de Egipto en 135 partidos en los que anotó tres goles.

### Participaciones en Copas del Mundo
| Mundial                               | Sede  | Resultado        |
| ------------------------------------- | ----- | ---------------- |
| Copa Mundial de Fútbol Sub-20 de 2003 | EAU   | Octavos de final |
| Copa Mundial de Fútbol de 2018        | Rusia | Primera fase     |

### Participaciones internacionales
| Torneo                              | Sede         | Resultado    |
| ----------------------------------- | ------------ | ------------ |
| Campeonato Juvenil Africano de 2003 | Burkina Faso | Campeón      |
| Copa Africana de Naciones 2004      | Túnez        | Primera fase |
| Copa Africana de Naciones 2006      | Egipto       | Campeón      |
| Copa Africana de Naciones 2008      | Ghana        | Campeón      |
| Copa FIFA Confederaciones 2009      | Sudáfrica    | Primera fase |
| Copa Africana de Naciones 2010      | Angola       | Campeón      |
| Copa Africana de Naciones 2017      | Gabón        | Subcampeón   |

## Clubes
| Club                        | País       | Año       |
| --------------------------- | ---------- | --------- |
| Ismaily S. C.               | Egipto     | 2001-2007 |
| Sheffield United F. C.      | Inglaterra | 2007      |
| Al-Ahly                     | Egipto     | 2007-2014 |
| Kazma S. C. (cedido)        | Kuwait     | 2007-2008 |
| Hull City A. F. C. (cedido) | Inglaterra | 2013      |
| Umm-Salal S. C.             | Catar      | 2014-2015 |
| Al-Ahly                     | Egipto     | 2015-2020 |
| Pyramids F. C.              | Egipto     | 2020-2024 |

## Palmarés

### Campeonatos nacionales
| Título                 | Club           | País   | Año  |
| ---------------------- | -------------- | ------ | ---- |
| Liga Premier de Egipto | Ismaily S. C.  | Egipto | 2002 |
| Liga Premier de Egipto | Al-Ahly        | Egipto | 2008 |
| Supercopa de Egipto    | Al-Ahly        | Egipto | 2008 |
| Liga Premier de Egipto | Al-Ahly        | Egipto | 2009 |
| Liga Premier de Egipto | Al-Ahly        | Egipto | 2010 |
| Supercopa de Egipto    | Al-Ahly        | Egipto | 2010 |
| Liga Premier de Egipto | Al-Ahly        | Egipto | 2011 |
| Supercopa de Egipto    | Al-Ahly        | Egipto | 2012 |
| Liga Premier de Egipto | Al-Ahly        | Egipto | 2014 |
| Supercopa de Egipto    | Al-Ahly        | Egipto | 2015 |
| Liga Premier de Egipto | Al-Ahly        | Egipto | 2016 |
| Liga Premier de Egipto | Al-Ahly        | Egipto | 2017 |
| Copa de Egipto         | Al-Ahly        | Egipto | 2017 |
| Supercopa de Egipto    | Al-Ahly        | Egipto | 2018 |
| Liga Premier de Egipto | Al-Ahly        | Egipto | 2018 |
| Liga Premier de Egipto | Al-Ahly        | Egipto | 2019 |
| Supercopa de Egipto    | Al-Ahly        | Egipto | 2019 |
| Liga Premier de Egipto | Al-Ahly        | Egipto | 2020 |
| Copa de Egipto         | Al-Ahly        | Egipto | 2020 |
| Copa de Egipto         | Pyramids F. C. | Egipto | 2024 |

### Copas internacionales
| Título                      | Club (*)                   | País         | Año  |
| --------------------------- | -------------------------- | ------------ | ---- |
| Campeonato Juvenil Africano | Selección de Egipto sub-20 | Burkina Faso | 2003 |
| Copa Africana de Naciones   | Selección de Egipto        | Egipto       | 2006 |
| Oro en Juegos Panarábicos   | Selección de Egipto        | Egipto       | 2007 |
| Copa Africana de Naciones   | Selección de Egipto        | Ghana        | 2008 |
| Liga de Campeones de la CAF | Al-Ahly                    | Camerún      | 2008 |
| Supercopa de la CAF         | Al-Ahly                    | Egipto       | 2009 |
| Copa Africana de Naciones   | Selección de Egipto        | Angola       | 2010 |
| Liga de Campeones de la CAF | Al-Ahly                    | Túnez        | 2012 |
| Liga de Campeones de la CAF | Al-Ahly                    | Egipto       | 2013 |
| Supercopa de la CAF         | Al-Ahly                    | Egipto       | 2014 |
| Liga de Campeones de la CAF | Al-Ahly                    | Egipto       | 2020 |

(*) Incluyendo la selección